# Münster Unserer Lieben Frau (Zwiefalten)

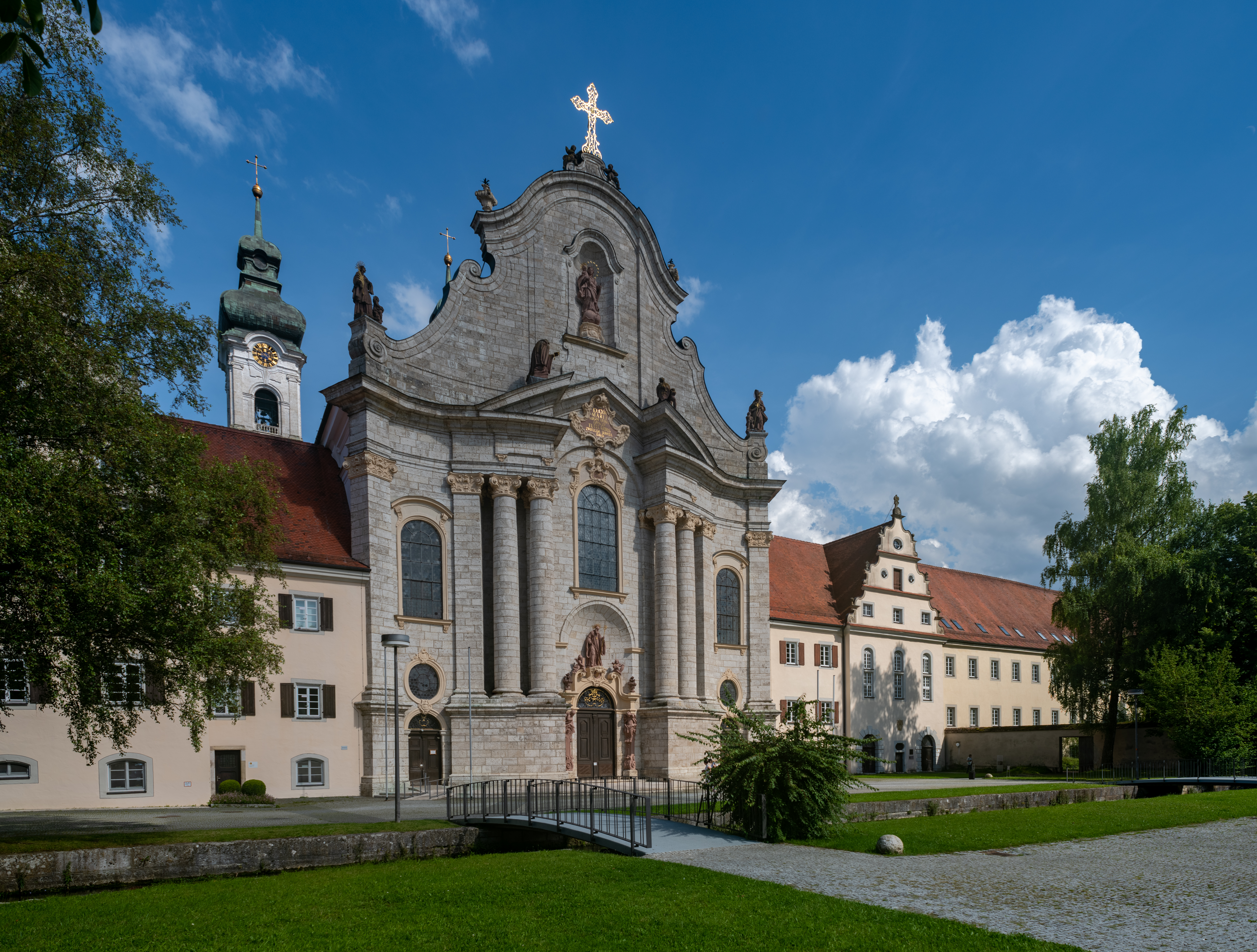
Ehemalige Benediktinerabtei Zwiefalten

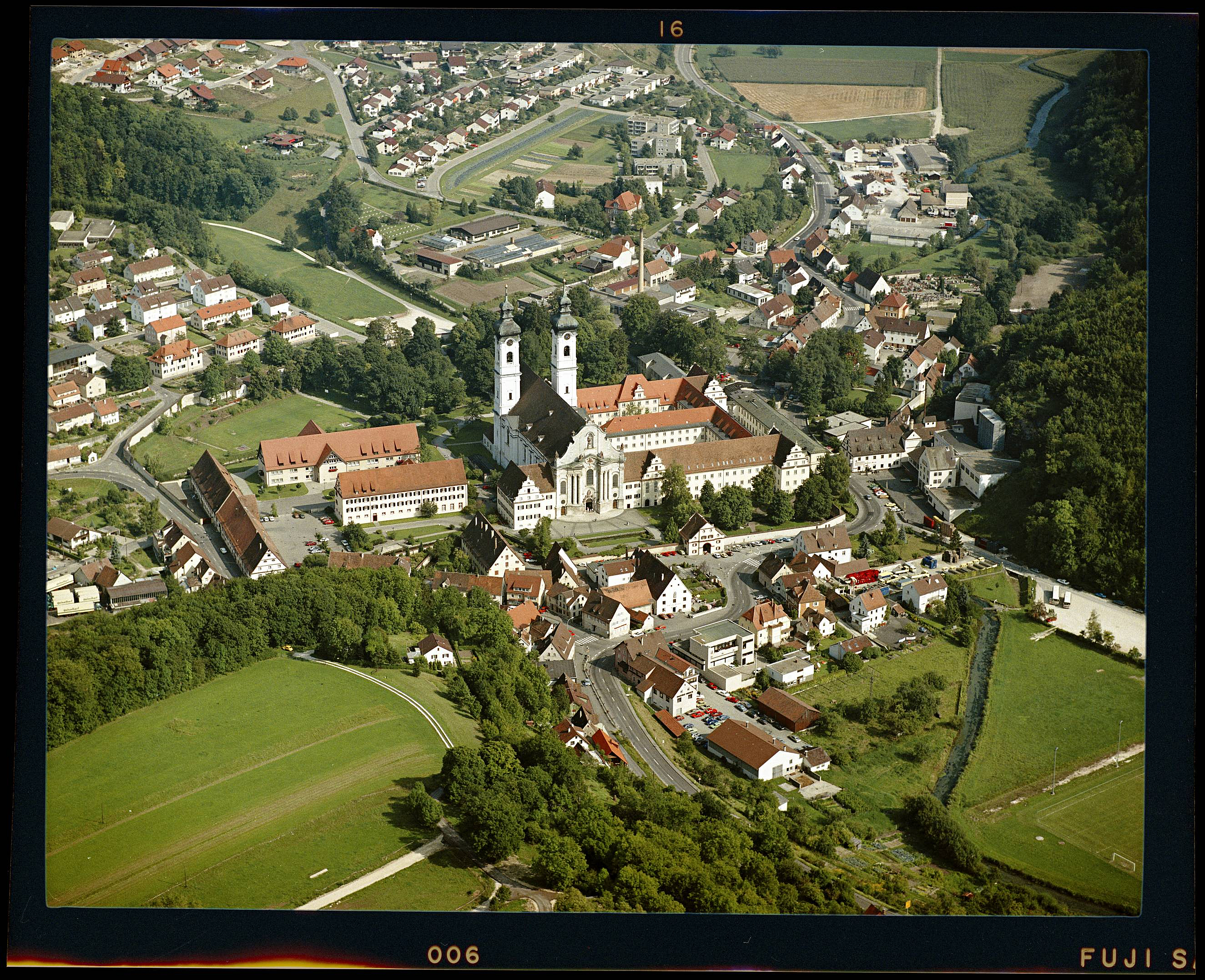
Luftbild des Münsters (1985)

Das Zwiefalter Münster Unserer Lieben Frau ist eine barocke Kirche, die bis 1803 Klosterkirche der Benediktinerabtei Zwiefalten war. Seit 1812 ist sie Pfarr- und Wallfahrtskirche. Sie gehört zur Seelsorgeeinheit Zwiefalter Alb im Dekanat Reutlingen-Zwiefalten der Diözese Rottenburg-Stuttgart.

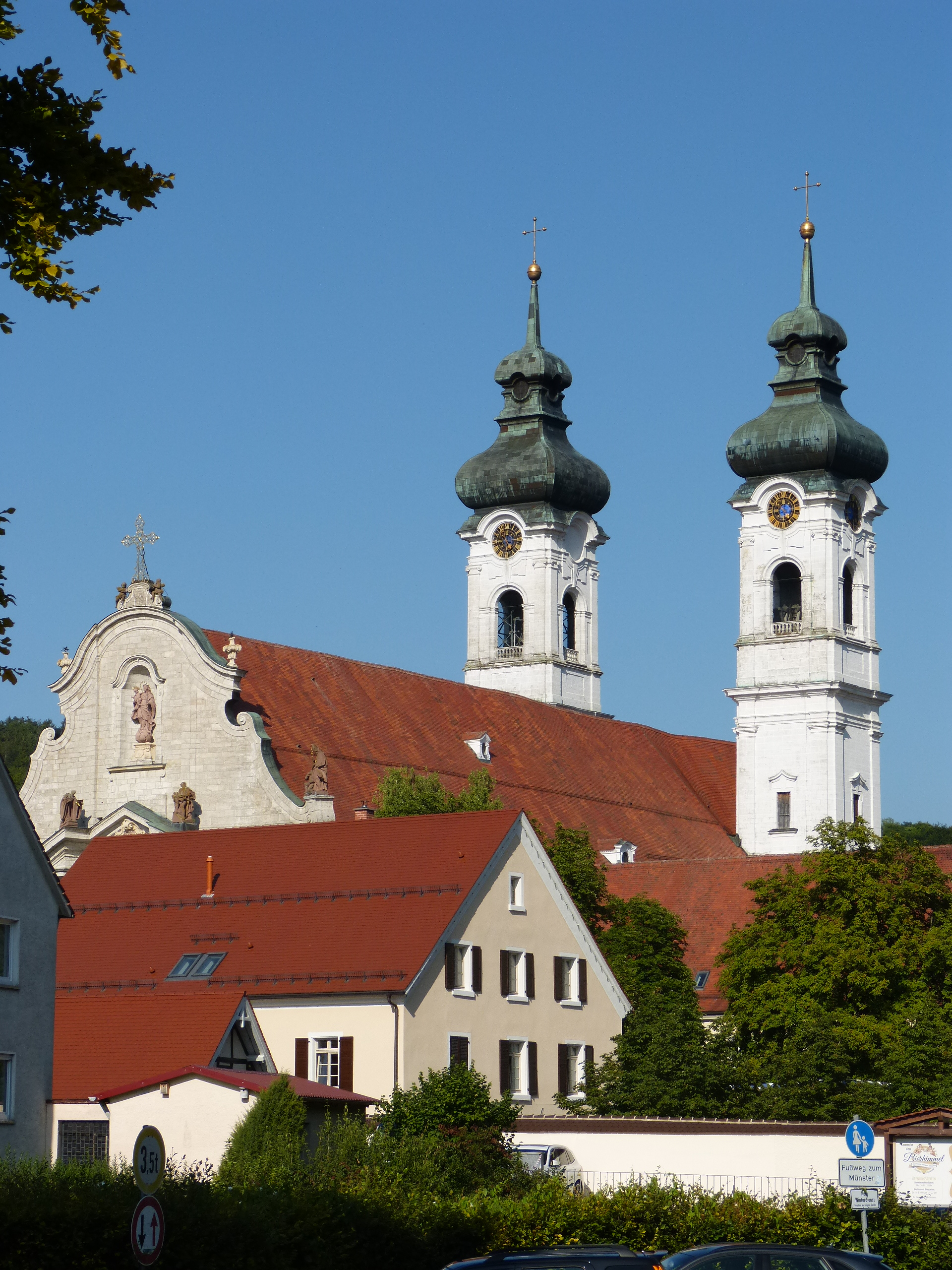
Das Münster Zwiefalten

Das Zwiefalter Münster ist einer der größten barocken Kirchenräume Deutschlands.

## Geschichte
Beim Vorgängermünster des heutigen Münsters handelte es sich um eine dreischiffige, kreuzförmige, romanische Pfeilerbasilika mit Vorhalle, die einen dreiteiligen, gerade abschließenden Chor besaß und an die Klostergebäude nach dem Hirsauer Bauschema angefügt war. Über der Vierung der Basilika, die am 13. September 1109 geweiht wurde, befand sich ein Turm. Im 15. und 17. Jahrhundert wurden am Langhaus Kapellen angebaut. Nachdem 1688 das Kloster im Stil des Barocks neu errichtet worden war, beschloss der Abt Augustin Stegmüller, das romanische Münster abzubrechen und es durch einen neuen und größeren Bau zu ersetzen, der den steigenden Pilgerstrom bewältigen sollte.
1739 begann der Chor- und Turmbau, am 11. Juli 1740 folgte die Grundsteinlegung für das Langhaus. Baumeister waren die Brüder Josef und Martin Schneider. Als sie sich weigerten, die Kirche einzuwölben, übergab man den Bau nach einem Gutachten dem Münchener Architekten Johann Michael Fischer, dessen neuer Plan für die Abteikirche einen der bedeutendsten Bauten des ausgehenden Barocks schuf. 1747 wurde das Gewölbe geschlossen und 1765 war das Gebäude weitestgehend fertiggestellt, so dass die Kirche am 1. September geweiht werden konnte. 1785 war der Bau endgültig vollendet. Seitdem fanden hier keine größeren Veränderungen statt.

## Architektur

### Äußeres

Münster Unserer Lieben Frau

Die Klosterkirche wurde als einschiffige Wandpfeilerkirche nach dem Vorarlberger Münsterschema mit Seitenkapellen und Emporen sowie mit einem kurzen Querhaus, einer Kuppel über der Vierung und mit Chor mit geradem Abschluss errichtet. Am Chor entstanden zwei große Türme mit Kuppel- und Laternenabschlüssen. Die flache Pilastergliederung der Turmuntergeschosse wird in der Wandgestaltung des Langhauses und Querhauses fortgesetzt. Die mächtige Westfassade aus grauem Naturstein (Gauinger Kalktuff) folgt dem klassischen Typus Johann Michael Fischers. Über der hohen Sockelzone, deren Höhe der der Seitenportale entspricht, erhebt sich eine korinthische Säulenordnung. Diese Säulenordnung, die römische Triumphbögen zitiert und nach vorne schwingt, teilt die Schaufassade in drei Teile. Über dem Hauptportal ist der heilige Benedikt von Nursia (um 480 bis 547) von dem Bildhauer Johann Joseph Christian (1706–1777) zu sehen. Seitlich zu seinen Füßen halten zwei Putten ein Buch und eine Mitra in Händen, Attribute, die Benedikt als ersten Abt des von ihm begründeten nach seiner Regel lebenden Benediktinerordens ausweisen. Der Text, der sich auf der aufgeschlagenen Seite lesen lässt, ORATORIUM HOC SIT, QUOD DICITUR – Das Oratorium (Haus des Gebets) sei das, was sein Name besagt, entstammt der von Benedikt verfassten Ordensregel (Kap 52), er gilt heute für jeden, der eintritt. Auf den seitlichen Teilen des gesprengten Dreieckgiebels über dem zentralen Rundbogenfenster oberhalb der Benediktskulptur knien die Grafen Luithold von Achalm als Mönch und Kuno von Wülflingen als Ritter, die beiden Stifter des Klosters. Wem zu Ehren die Kirche errichtet wurde, erläutert die Inschrift in der Kartusche des gebrochenen Giebels.
D(omino) O(ptimo) M(aximo)

MARIÆ

VIRGINI DEIPARÆ

DIVISQUE

TUTELARIBUS

ZWIFULDA SERVATA

D(at) D(onat) D(edicat)

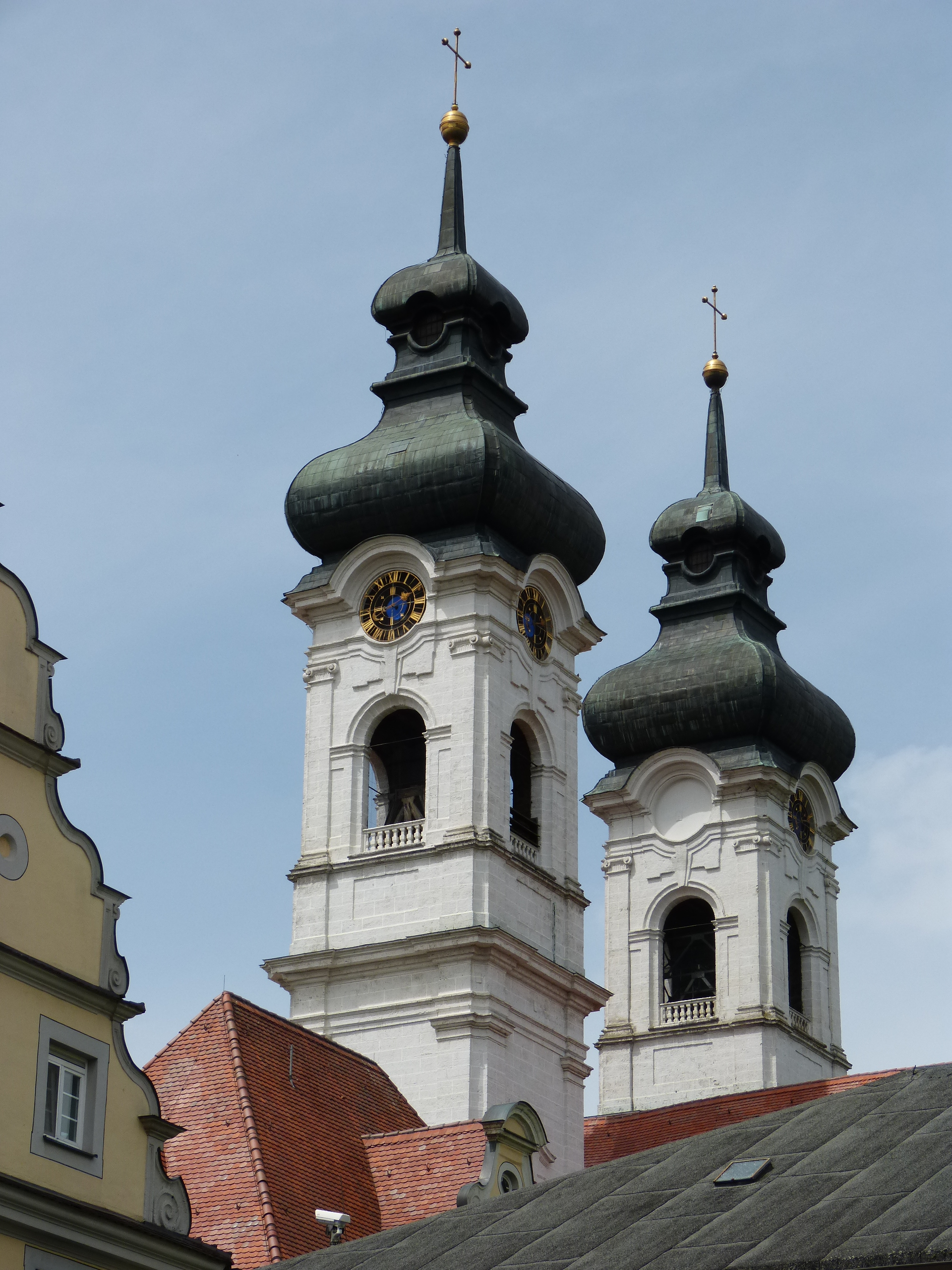
Die Türme des Münsters

Der Figurenschmuck darüber (Johann Joseph Christian) gibt die Genannten bildlich wieder. Auf dem Giebelscheitel thront ein filigranes Metallkreuz. Darunter befindet sich in einer Nische eine große Marienstatue mit Kind. Die Schutzpatrone der Kirche Stephanus (links) und Aurelius (rechts), heute Kopien, schmücken die Eckvoluten des Hauptgiebels.
Mit 96 m Länge ist sie die längste Kirche Fischers und übertrifft damit auch Ottobeuren, nach dem Raumvolumen Fischers größter Bau.

### Das Innere

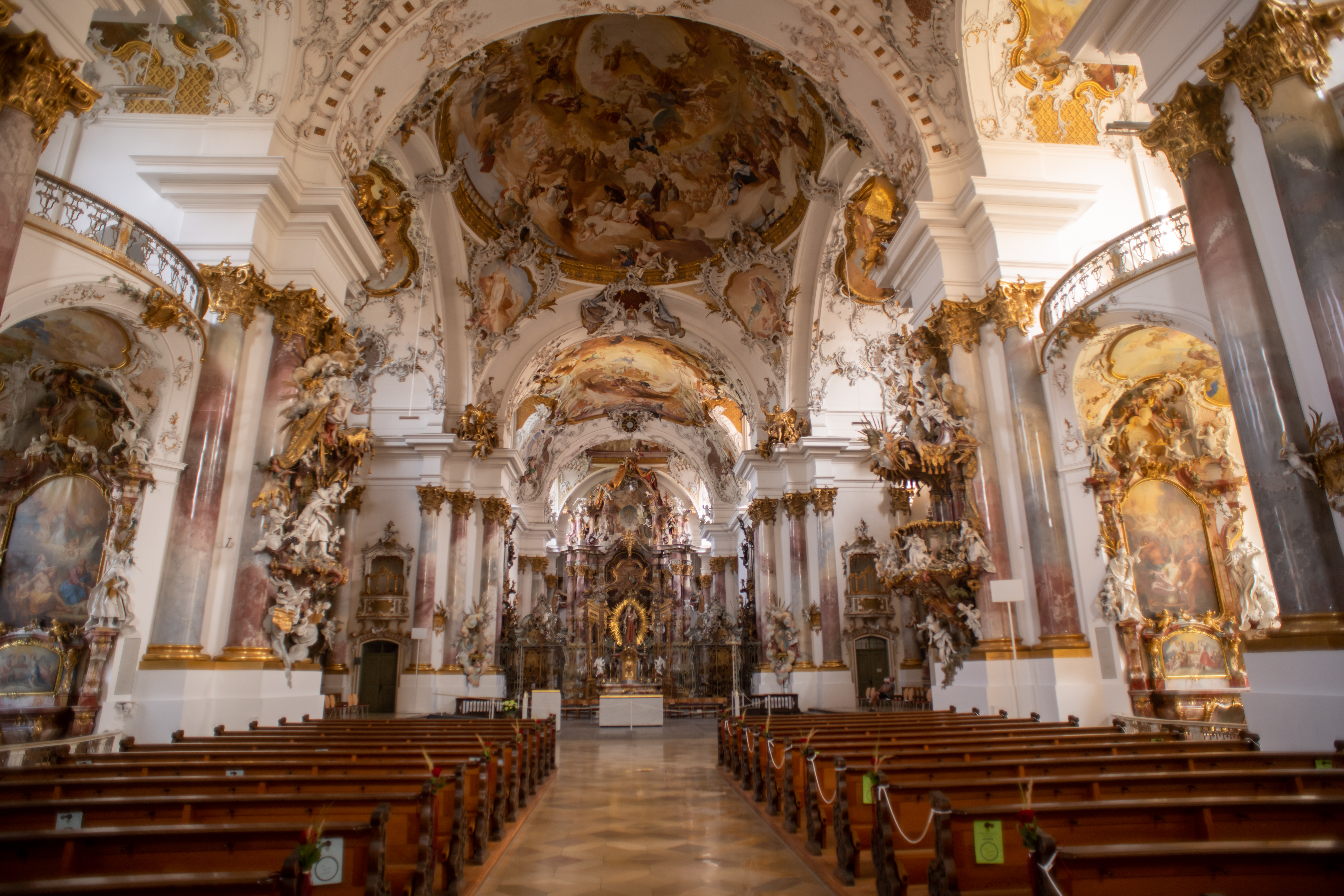
Blick durch das Schiff vom Langhaus zum Chor

Der Grundriss ist vierteilig: querrechteckige Vorhalle, Langhaus zu vier Jochen mit begleitenden Abseiten, großes Querhaus, gerade schließender Chor. Das Langhaus stellt sich als weiträumiger Tonnensaal dar. Beherrschendes Element sind hier die Wandpfeiler, an deren Stirnen jeweils zwei kolossale Stuckmarmorsäulen mit vergoldeten korinthischen Kapitellen stehen. Zwischen den Säulen spannen sich vorwölbende Emporenbrüstungen auf schräggestellten Arkadenbögen. Darunter befinden sich Kapellenräume auf ovalem Grundriss. Diese sind niedriger als die oben liegenden Emporen: Die Emporen setzen deutlich unterhalb der Säulenkapitelle an. Besonders charakteristisch für Zwiefalten sind die strahlend weißen Gebälkblöcke mit vorkragender oberen Gebälklage. Die Gewölbe setzen erst nach einer zwischengeschalteten Attikazone an. Gedeckt werden die Abseitenräume von Quertonnen, in den Kapellen mit Stichkappen, in der Emporenzone ohne Stichkappen. Einschwingende Bögen der Emporenarkaden – ein von dem Architekten Johann Michael Fischer oft benutztes Motiv – leiten zur durchgehenden, nicht von Gurtbögen unterbrochenen Wölbungszone mit dem riesigen Fresko über.
Die Querarme bieten ein anderes Bild. Sie schließen flach, haben aber abgeschrägte Ecken. Einfache Halbsäulen gliedern die Wände. Die Wölbung besteht hier aus einer Quertonne, die sich nach außen einwölbt. Ein großes Fenster beleuchtet das Querhaus hell. Darunter liegen die Querhausaltäre. Mehrsäulige Vierungspfeiler markieren die Vierung. Über ihr erhebt sich die Vierungskuppel. Der leicht eingezogene Mönchschor wird durch einen prächtigen Gitter-Lettner vom Gemeinderaum getrennt. Vor glatten Wänden ohne Öffnungen erhebt sich das Chorgestühl. Die Wölbung setzen hier von einem Gesims beidseits eines großen Rundbogenfensters an. An den Chor schließt sich in gleicher Breite der Hochaltarraum an, was diesen sehr groß wirken lässt. Wie im Langhaus so stehen auch im Chor gedoppelte Stuckmarmorsäulen. Der Hochaltar ist an seiner Rückseite als Opfergangsaltar ausgebildet.
Im Überblick ist die Gestaltung der Räume differenziert. Die Vierung wirkt quadratisch, ist aber leicht in der Länge gestreckt. Das Hochaltarhaus ist aus dem Quadrat leicht in die Breite gestreckt. Der Chor ist nur leicht eingezogen, so dass die westliche Vierungsarkade um ein Geringes breiter ist als die östliche.
In Zwiefalten kommen mehrere Einflüsse zusammen. Der Wandpfeilersaal ist eine Reverenz an das in Oberschwaben verbreitete Vorarlberger Münsterschema, Türme in den Winkeln von Querhaus und Chor sind ein Motiv mittelalterlicher schwäbischer Sakralarchitektur, die Idee des Querschiffs und der flach schließende Chor werden vom romanischen Vorgängerbau übernommen.

### Maße
- Höhe der Fassade: 45 m
- Breite der Fassade: 35 m
- Höhe der Türme: 94 m
- Länge der Kirche: 94 m
- Breite des Langhauses: 30 m
- Breite des Querhauses: 32 m
- Spannweite der Kuppel: 17 m
- Scheitelhöhe der Kuppel: 28 m

## Ausstattung (Auswahl)

Gnaden- und Kreuzaltar mit dem Bildnis Unserer Lieben Frau

Prophet Ezechiel

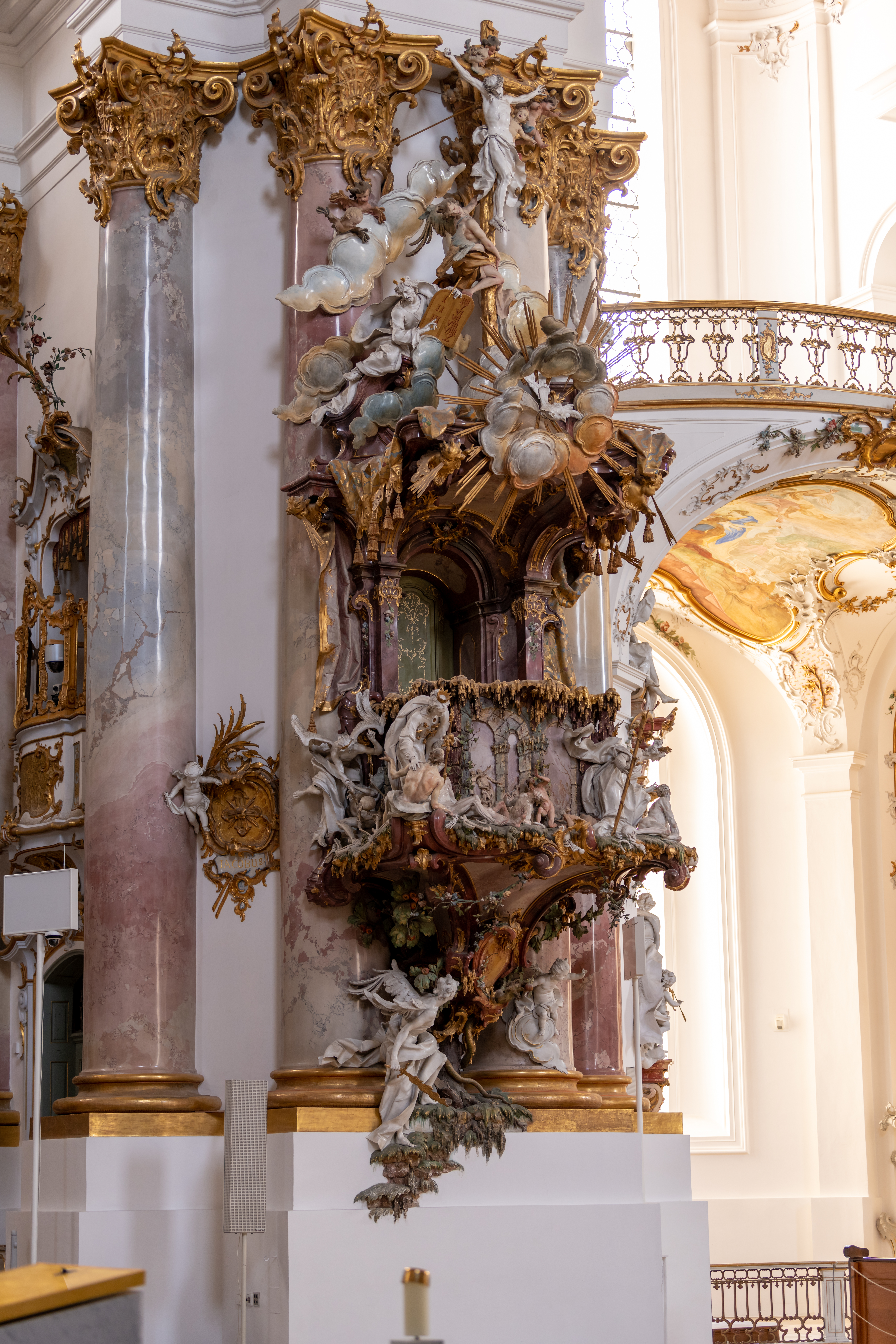
Kanzel

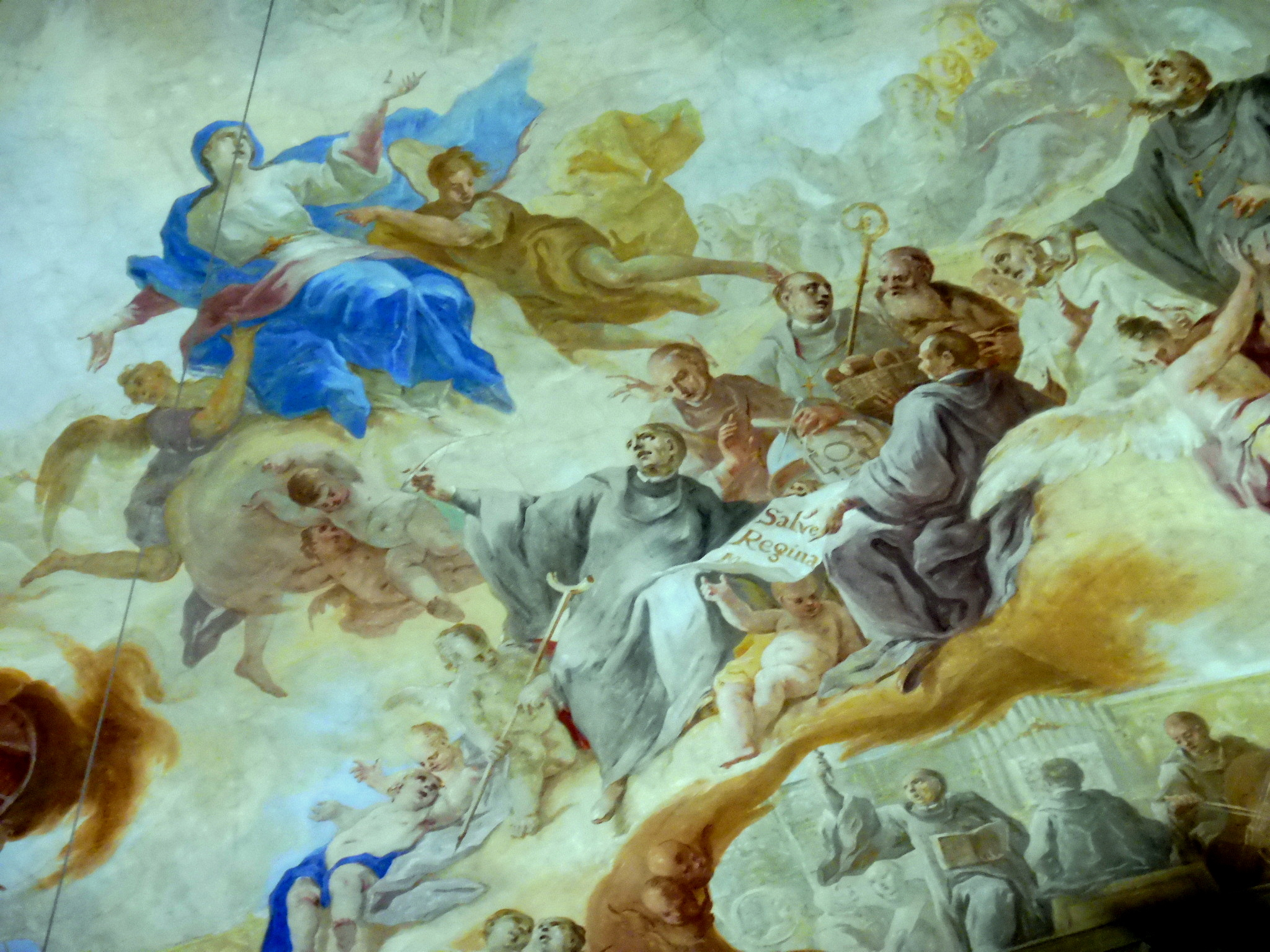
Orgelfresko (Ausschnitt)

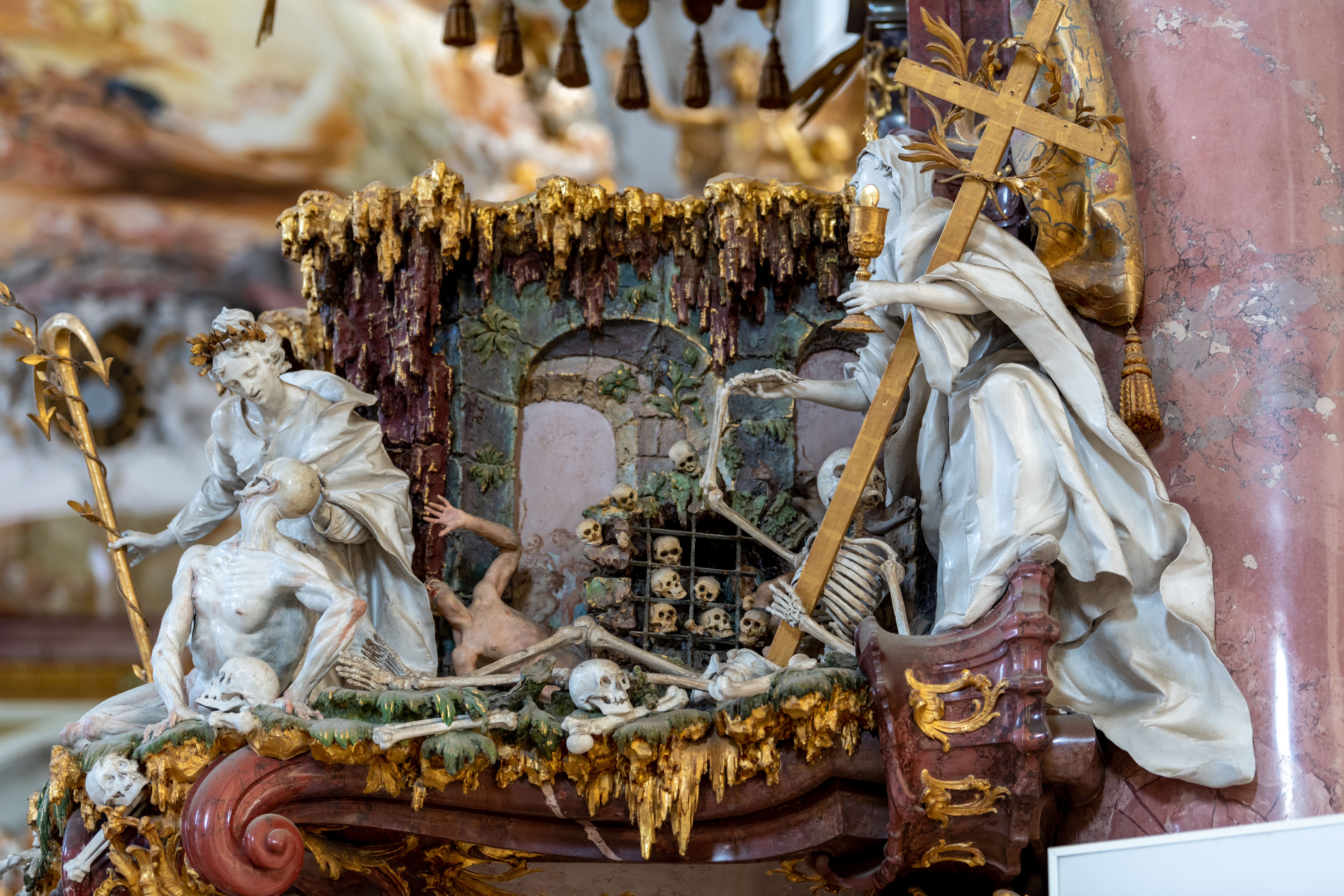
Vision der Erweckung und Rettung

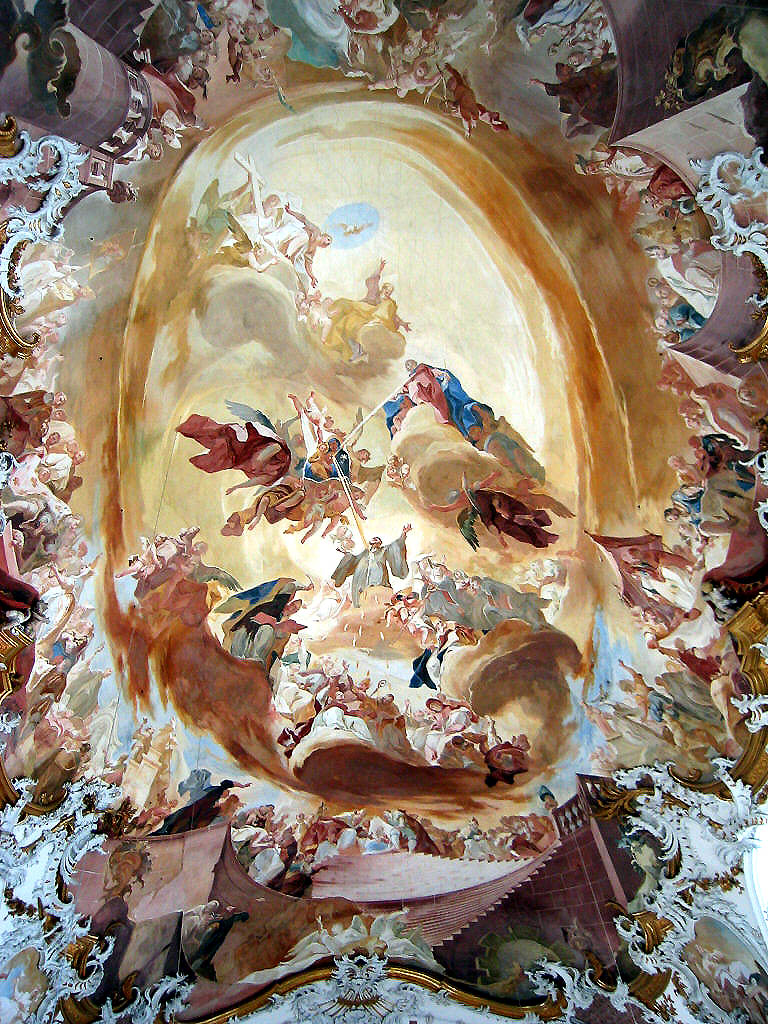
Verehrung der Gottesmutter durch den heiligen Benedikt und Ordensbrüder (Langhausfresko)

Das ikonographische Programm stammt weitgehend von Abt Benedikt Maunz 1744–1765, dem Bauherrn des Münsterneubaus. Den Gesamteindruck prägt die bildnerisch-malerische Gestaltung durch den Bildhauer Johann Joseph Christian, den Kunstschreiner Martin Hermann (Villingen), den Stuckateur Johann Michael Feichtmayr und die Maler Franz Joseph Spiegler und Andreas Meinrad von Ow.

### Langhaus
- Beim Betreten des Innenraums wird der Blick des Besuchers unmittelbar auf das Gnadenbild der Muttergottes mit Kind in der Mittelachse vor dem Mönchschor gelenkt. Die Skulptur, um 1430 entstanden, ist barock umgestaltet (Christian). In einem weithin sichtbaren goldenen Strahlenkranz stehend, unterhalb des Gekreuzigten und über dem Tabernakel, gehört sie zum Volksaltar, der am Ende der Vierung in den Gitter-Lettner zum erhöhten Mönchschor integriert ist.

- Die prominente Kanzel-Ezechiel-Gruppe am südwestlichen und nordwestlichen Vierungspfeiler wird der Zusammenarbeit von Christian und Feichtmayr verdankt. Das Kanzelgebilde (rechts) reicht vom Baum der Erkenntnis mit Früchten und Schlange als Kanzelfuß über Kanzelkorb und Schalldeckel, auf dem die Skulpturen des Moses und Johannes des Täufers angebracht sind, bis zum Kreuzbaum mit dem Gekreuzigten. Der Kanzelkorb selbst ist wie ein Bühnenbild gestaltet. Der Betrachter sieht sich gespenstigem Totengebein gegenüber, Skeletten und Knochen, die mit Muskeln, Sehnen und Haut überzogen sind. Auf sie zeigt die alabaster-weiße Stuckfigur am Kanzelpendant auf der anderen Seite des Kirchenschiffs. Es ist Ezechiel, der Prophet der Babylonischen Gefangenschaft, dessen Zukunftsvision der Erweckung und Rettung Israels (Ez 37, 1-14) an der Kanzel ins Bild gesetzt ist und plastisch schildert, wie die ausgetrockneten Gebeine, die das verbannte Volk Israels bedeuten, durch den Geist Gottes zu neuem Leben erweckt werden und Israel wieder in sein Land zurückkehren wird. Die drei vollplastischen Frauengestalten am Kanzelkorb, die inmitten des Totenfeldes den lebendig werdenden Skeletten aufhelfen, sind durch ihre Attribute als Personifikationen der christlichen Tugenden Glaube, Hoffnung und Liebe gekennzeichnet (1 Kor 13,13). Am Schalldeckel schwebt der Geist Gottes als Heilig-Geist-Taube in einer Wolkenaureole und vier vergoldete Putten als Personifikationen der vier Winde (Ez 37,9) pusten mit aufgeblasenen Backen und beleben die Toten. Alt- und Neutestamentarisches ist miteinander verwoben[6][7]

- Die Ezechielgruppe (links) umfasst, teilweise in spielerischen Details, manche Hinweise auf weitere Visionen Ezechiels wie seine Schau Jahwes auf dem Wolkenbaldachin inmitten der vier Lebewesen (Ez 10,14), seine Weissagung unterschiedlicher Strafen, die im Gleichnisbild der abgeschnittenen Haarbüschel von Putten auf einer Waage gewogen und verteilt werden (Ez 5,12)[8], und die Auseinandersetzung zwischen Babylon und Jerusalem in dem kämpfenden Puttenpaar, wobei der löwenkopfbehelmte Putto als Juda interpretiert wird, der andere mit Helm und Rüstung als Babylon (Ez 24,2). Das Puttenpaar mit Weihrauchfass und Herz (rechts) könnte auf die von Jahwe zugesagte religiöse Haltung anspielen: Ich gebe euch ein neues Herz und einen neuen Geist gebe ich in euer Inneres. Ich beseitige das Herz von Stein aus eurem Fleisch und gebe euch ein Herz von Fleisch (Ez. 36,26).

- Das Orgelfresko Salve Regina im Himmel und auf Erden (Meinrad von Ow) über der Empore im Westen zeigt die Verehrung Mariens in der Musik. Maria befindet sich in der Himmelssphäre unter der Dreifaltigkeit mit dem heiligen Benedikt und einer Gruppe von Mönchen neben den Kirchenvätern und anderen. Die beiden Putten, die eine Krücke und ein Notenblatt mit der Aufschrift Salve Regina tragen, verraten, dass der daneben sitzende Mönch Hermann der Lahme aus dem Benediktinerkloster Reichenau ist, dem damals Text und Komposition dieser marianischen Antiphon zugeschrieben wurden. In der irdischen Sphäre am unteren Rand des Freskos bringen Mönche als Musiker und Mönche und Nonnen in dem gemalten Chorgestühl im Hintergrund das Salve Regina optisch zu Gehör. Die Inschriftkartusche unter dem Fresko Date nomini eius Magnificentiam[9] ordnet das Mariengebet dem allgemeinen Lobpreis Gottes unter.

- Das längsovale Langhausfresko (Spiegler) am Tonnengewölbe des Langhauses zeigt die Verehrung Mariens durch Benedikt und seinen Orden. Die Dreifaltigkeit bildet im lichten Gelb der Himmelszone die Spitze eines Dreiecks über Maria in blau-weißer Gewandung als Fürbitterin bei Gott und ihrem von Engeln getragenen Gnadenbild als Gottesmutter, der Barmherzigen Mutter von San Benedetto in Piscinula in Rom.[10] Den von Maria ausgehenden Lichtstrahl reflektiert ihr Kultbild auf den heiligen Benedikt und erreicht in Flammenzungen weitere Vertreter des Benediktinerordens und Marienverehrer wie Hermann den Lahmen, Dominikus und den Zisterzienser Bernhard von Clairvaux. In der äußeren irdischen Randzone befinden sich unter anderen folgende Ordensheilige als Apostel der Verbreitung der Marienverehrung[11]: mit der Madonna von Einsiedeln Meinrad mit den zwei Raben als seinem Attribut und daneben Gallus (im Süden), der Apostel der Schweiz, Rupert, der Apostel Bayerns mit der Altöttinger Madonna mit dem bayerischen Kurfürsten Ferdinand Maria und seiner Gemahlin Henriette Adelaide von Savoyen (im Südwesten) und Gerhard von Csanád, der Apostel Ungarns, mit König Stephan I. von Ungarn, der im Kloster auf dem Martinsberg in Ungarn, heute Pannonhalma, der Gottesmutter seine Insignien weiht (im Südwesten), gegenüber die Frankenkönigin Chlothilde, die ihren Gemahl Chlodwig I. dem Christentum zuführt und das Land unter den Schutz Mariens stellt (im Nordwesten) sowie Magnus von Füssen, der Apostel des Allgäus (im Nordosten).

### Vierung
Das Kuppelfresko (Spiegler) über der Vierung zeigt das Thema Maria als Königin aller Heiligen über den vier damals bekannten Erdteilen, die in den Zwickeln als Allegorien gemalt sind, und den vier Elementen als allegorische vergoldete Skulpturengruppen (Christian) auf den Gesimsen. Marias zentrale Stellung mit Gottvater und Gottessohn und Heiligem Geist unterhalb von Krone und Thron hebt sie aus der sie umgebenden großen Heiligenschar heraus. Unter der Inschriftkartusche am Chorbogen, die das Freskenthema Maria Regina Sanctorum Omnium lateinisch angibt, befindet sich das Wappen des Abtes Benedikt Mauz, des Bauherrn des Münsterneubaus, mit dem aufrechten Löwen, der eine goldene Kaufmanns-Balkenwaage in den Vorderpranken hält.

### Chor

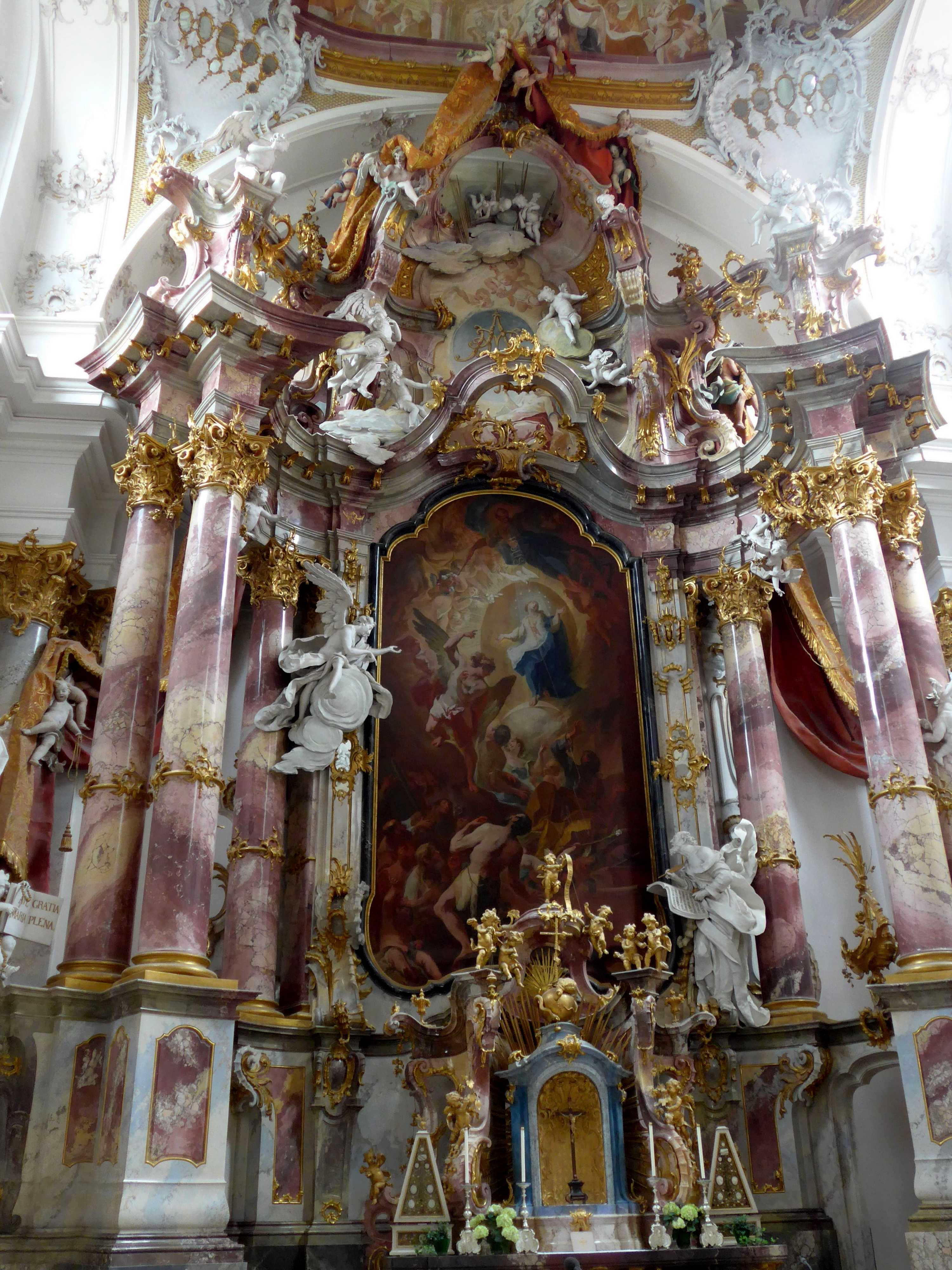
Hochaltar

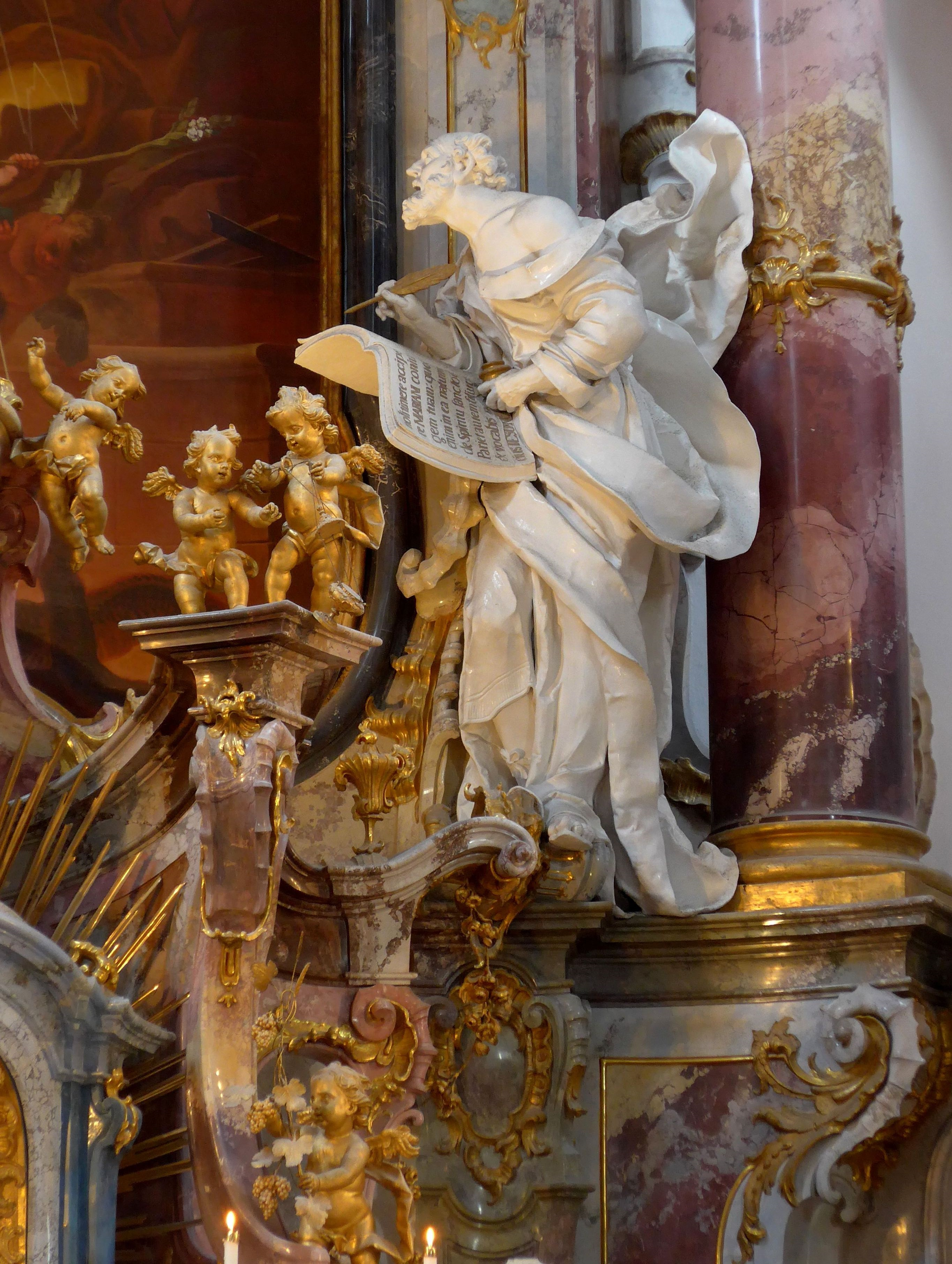
Evangelist Matthäus (Hochaltar)

- Das Deckenfresko im Mönchschor (Spiegler) stellt das Wunder im Kloster Monasteranenagh (County Limerick) in Irland dar, bei dem 1578 die bei einem kriegerischen Überfall ermordeten Zisterziensermönche in der Zeit Königin Elisabeth I. der Legende nach durch Maria für kurze Zeit wieder zum Leben erweckt wurden[13][14][15]. Der Zusammenhang zwischen der wenig bekannten Wundererzählung und der Ezechielvision der Erweckung und Rettung Israels an der Kanzel im Langhaus scheint nicht zufällig zu sein.

- Im querovalen Deckenfresko über dem Hochaltar (Spiegler) überreicht Maria Abt Bonitus, der 580?-585 Abt in Montecassino war, das Messgewand[16][17].

- Der marianische Akzent setzt sich im Chorgestühl (Hermann) aus Nussbaumholz des Mönchschors fort. Das Relief an der Rückwand des Abtsitzes zeigt die Weihe des Klosters Zwiefalten an die Gottesmutter durch den Konvent. An den Dorsalreliefs des Chorgestühls der Mönche aus vergoldetem Lindenholz (Christian) wird Marias und Jesu Leben erzählt, beginnend mit dem Ratschluss der Erlösung und endend mit Marias Aufnahme in den Himmel.

- Der Hochaltar ist ein Werk Johann Joseph Christians und Johann Michael Feichtmayrs. Franz Joseph Spiegler malte das Altarbild. Den äußeren Rahmen des Altarblattes bilden auf jeder Seite je drei mächtige rosa-weiß marmorierte Stucksäulen mit vergoldeten korinthischen Kapitellen. Die vergoldete Stuckdraperie, die den Altarauszug überdeckt, wird von Putten so zurückgeschoben, dass ein Marienmonogramm sichtbar wird. Mittelpunkt des Altars ist das Altarblatt mit dem Thema der Menschwerdung Gottes. Maria erscheint als Immaculata in einem von Gottvater ausgehenden himmlischen Lichtstrahl, in dem über der Heilig-Geist-Taube (Matthäus 1,20) das Wort Jesus zu lesen ist und buchstäblich in ihrem Leib die Gestalt des Jesuskindes annimmt (Joh 1,14[18]). Der Kreuzstab in Händen des Jesuskindes richtet sich auf die Menschheit unten im Dunkel (Gen 3,15). Maria und das Jesuskind in ihrem Leib stehen in einer lichten Mandorla in durchscheinenden Farben. Die Lilien in den Händen von Putten, Symbol der Reinheit, gelten ihr, der Mutter Gottes. Die beiden freiplastischen weißen Stuckfiguren, die in das gemalte Bild hineinragen (links und rechts unten) gehören kompositorisch und inhaltlich unmittelbar zum Altarbild. Die Worte, die der Schreiber (rechts unten) niederschreibt, identifizieren ihn als den Evangelisten Matthäus, der festhält, was der Engel Joseph in dessen Traumvision über die Schwangerschaft Marias mitteilt (Matthäus 1, 20-23) und Spiegler ins Bild umgesetzt hat, worauf der manchmal gebrauchte Bildtitel Josephs Traum Bezug nimmt[19]. Weitere Bibelzitate im Hochaltar verdichten das Dargestellte, der alttestamentliche Vorverweis auf dem Schriftband (rechts) Ecce virgo concipiet – Siehe die junge Frau wird schwanger werden (Isaias 7,14), das ein Engel nach unten reicht (recht), ebenso aus dem NT im aufgeschlagenen Buch eines Putto (links außen) die Anrede Marias bei der Verkündigung durch den Engel Gabriel Ave Maria Gratia Plena – Sei gegrüßt, du Begnadete (Lukas 1,28) und das Schriftband mit den Worten Sic Deus dilexit – So sehr hat Gott hat (die Welt) geliebt (Joh 3,16)[20], das einer von sechs vergoldeten, sich anmutig bewegenden Putten unmittelbar auf den Tabernakel richtet, der von Kreuz und Lamm Gottes auf der von einer Schlange umwundenen Weltkugel bekrönt ist. Die außerhalb der Altarsäulen (rechts und links) stehenden großen Assistenzfiguren mit Blick auf das Altarbild sind ein Hohepriester und ein Papst als Vertreter des AT und des NT und als ranghöchste Vertreter des Judentums und der katholischen Kirche. Zu Füßen des Hohepriesters mit Brustschild spielt ein Puttenpaar mit dem Siebenarmigen Leuchter und den Gesetzestafeln des Moses, während ein Engel das Schriftband mit der Prophezeiung des Isaias von oben herabreicht. Der Papst mit Papstkrone und dreifachem Kreuzstab und einem Begleitputto mit Petrusschlüssel wird als Benedikt XIV. (1740–1758) gedeutet, dem die Marienverehrung ein besonderes Anliegen war.

### Querarme
Die Querarme sind mit je drei barocken Altären ausgestattet.

Seitenschiff mit Kapellen und Empore
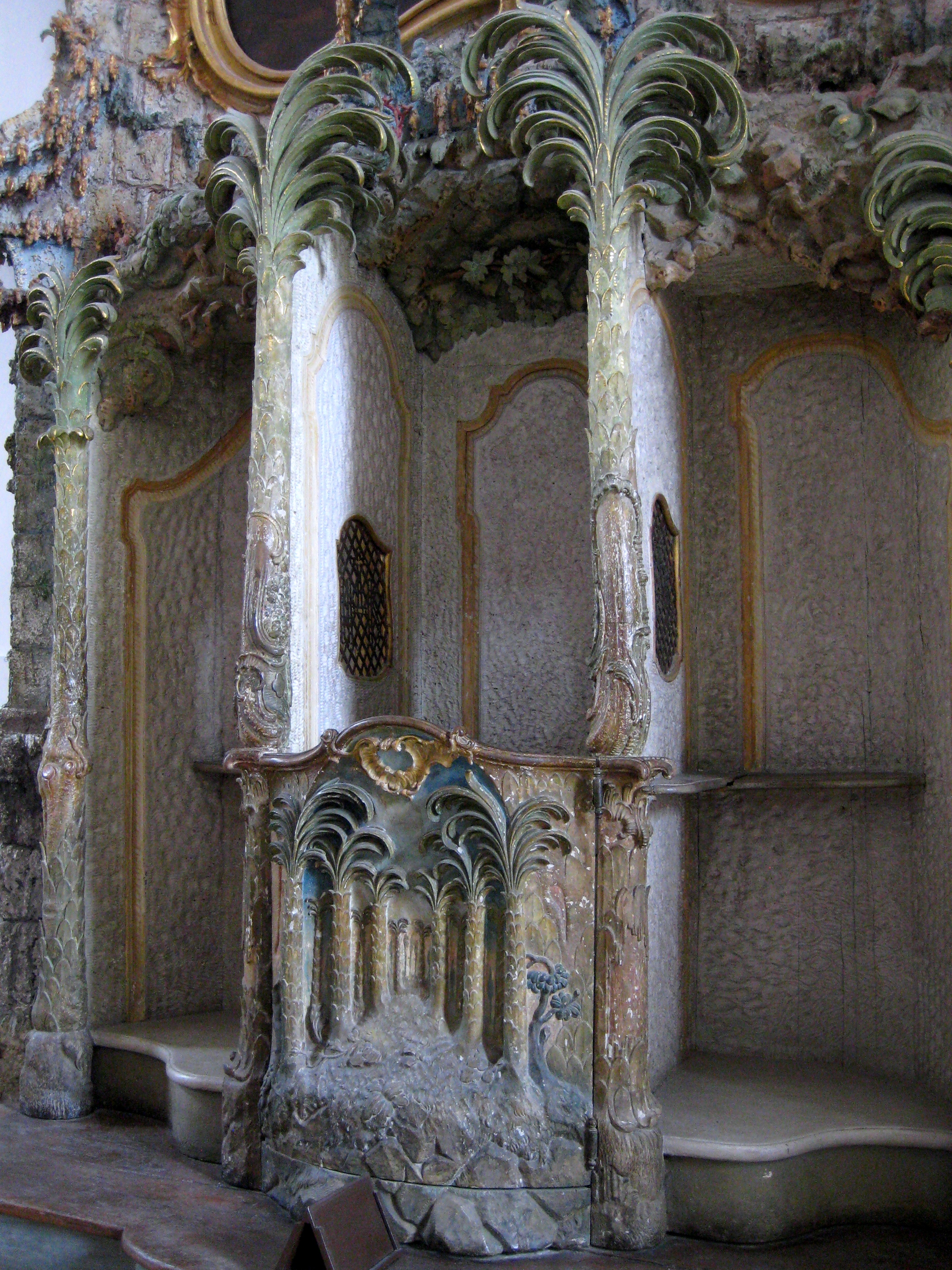
Offener Beichtstuhl in Form einer Grotte

### Orgeln
Im Münster Zwiefalten befinden sich zwei Orgeln, die Hauptorgel auf der rückwärtigen Empore und die Chororgel in historischem Gehäuse.
- Die Hauptorgel wurde 1958 von der Werkstatt Reiser Orgelbau gebaut, nachdem die Pfarrgemeinde seit der Auflösung des Klosters und dem Verkauf der damaligen Orgel aus dem Jahr 1771 von Joseph Martin lediglich die Chororgel zur Verfügung hatte. Das heutige Instrument hat 57 Register auf drei Manualen und Pedal. 1981/82 wurde die Orgel einer Revision unterzogen.[21] Die Orgel ist wegen angenommener Brandgefahr durch die elektrischen Installationen in der Orgel seit 2012 stillgelegt. Als Ersatz befindet sich seither eine elektrische Orgel auf der Empore, die Lautsprecher sind vor dem Orgelprospekt der Hauptorgel positioniert. Eine Renovierung der Hauptorgel ist in Planung, die Ausschreibung der Arbeiten ist für 2024 vorgesehen.

- Die heutige Chororgel stammt aus dem Jahr 1956 und wurde von den Gebrüdern Späth Orgelbau in das historische Gehäuse der Vor-Vorgängerorgel eingebaut. Die ursprüngliche Orgel hatte Joseph Gabler etwa 1760 gebaut. 1892 wurde von der Werkstatt der Gebrüder Link eine neue Orgel in das bestehende Gehäuse eingebaut. Die aktuelle Späth-Orgel hat 23 Register auf zwei Manualen und Pedal.[22] Sie wurde zeitgleich mit der Hauptorgel wegen angenommener Brandgefahr stillgelegt.

## Glocken

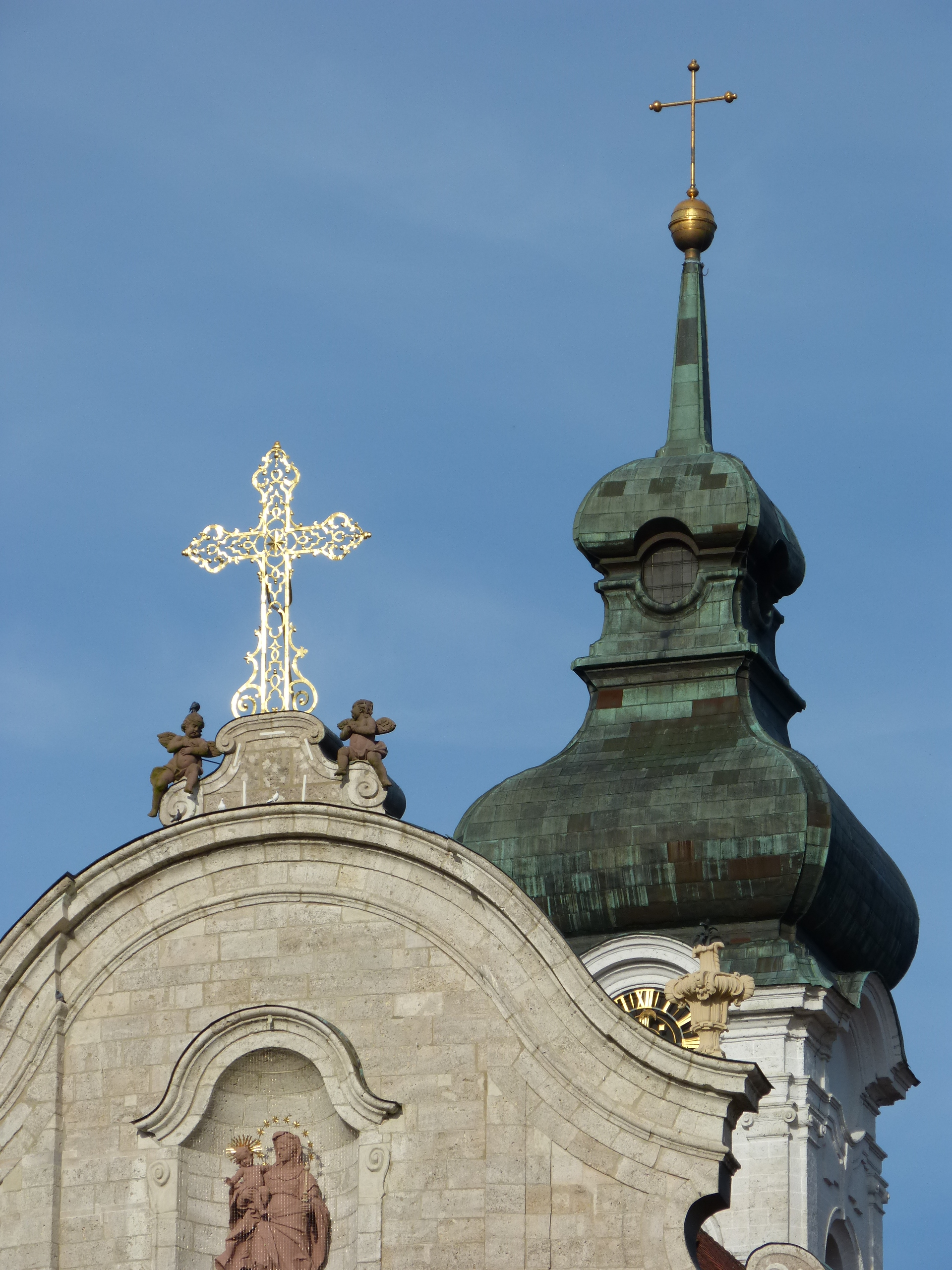
Kreuz auf dem nördlichen Münsterturm und auf dem Giebel der Westfassade

Das Münster besitzt ein elfstimmiges Glockengeläut aus Bronze, das am 29. Juni 1979 und am 6. Juli 1979 von Albert Bachert in Heilbronn gegossen wurde. Die Stimmung des Geläuts, das am 22. September 1979 von Bischof Georg Moser geweiht wurde, entspricht dem Salve-Regina-Motiv.
| Nr. | Name           | Masse   | Durchmesser | Schlagton | Inschrift |
| --- | -------------- | ------- | ----------- | --------- | --- |
| 01  | Dreifaltigkeit | 4170 kg | 1910 mm     | a0        | Gegossen von Alfred Bachert Heilbronn Anno 1979                                                                      |
| 02  | Christkönig    | 3000 kg | 1700 mm     | h0        | MARANA THA // CHRISTUS VINCIT – CHRISTUS REGNAT – CHRISTUS TRIUMPHAT                                                 |
| 03  | Maria          | 1700 kg | 1415 mm     | d1        | AVE MARIS STELLA – MUTTER DER KIRCHE BITT FÜR UNS // Schütz die Alb, das Tal, den Ort und auch das Münster immerfort |
| 04  | Hl. Michael    | 1056 kg | 1233 mm     | e1        | QUIS UT DEUS // SANKT MICHAEL – BESCHÜTZ MIT DEINEM SCHILD UND SCHWERT DIE KIRCH, DEN HIRTEN UND DIE HERD            |
| 05  | Hl. Benediktus | 0820 kg | 1120 mm     | fis1      | ORA ET LABORA // ST. BENEDICTUS – ZUM GEDÄCHTNIS DER KLEINEN SPENDER                                                 |
| 06  | Hl. Stefanus   | 0670 kg | 1060 mm     | g1        | HEILIGER STEFANUS BITT FÜR UNS // DOMINE NE STATUAS ILLIS HOC PECCATUM                                               |
| 07  | Hl. Ernst      | 0470 kg | 0940 mm     | a1        | ORA ET LABORA // ST. ERNESTUS BITT FÜR UNS                                                                           |
| 08  | Bruder Klaus   | 0320 kg | 0830 mm     | h1        | ORA PRO NOBIS // SANCTUS NICOLAUS DE FLUE HELVETIAE PACIS MEDIATOR                                                   |
| 09  | Hl. Aurelius   | 0316 kg | 0814 mm     | c2        | HEILIGER AURELIUS BITT FÜR UNS // ME RESONANTE FUGITE POSTETATES                                                     |
| 10  | Hl. Martinus   | 0300 kg | 0760 mm     | d2        | HEILIGER MARTINUS BITT FÜR UNS // UT HABEANT VITAM                                                                   |
| 11  | Adolph Kolping | 0195 kg | 0650 mm     | e2        | PRO FAMILIA – PROECCLESIA // PRO GERMANIA ET EUROPA – PRO LAEITITIA                                                  |

## Gast- und Prälaturbau
Bei Renovierungsarbeiten im ehemaligen Gast- und Prälaturbau entdeckte man 2011 Stuckdecken aus dem 18. Jahrhundert. In diese prächtigen Räume soll die Krankenpflegeschule einziehen. Die Stuckdecken sind auf die Zeit des Hochbarocks zurückzuführen, als die größere Abteikirche gebaut wurde. Gast- und Prälaturbau waren zeitgemäß auszuschmücken, vor allem im Empfangssaal des Prälaten. Auch einige Repräsentationsräume wurden im Stil des Wessobrunner Regence stuckiert und ausgemalt. Unter dem Einfluss der Schmuzerschule, Johann, Joseph und Franz, sind zunächst Weingarten und Weißenau, später auch Zwiefalten dekoriert worden. Fachleute berichten von „feingliedrigem, naturalistischem Stuckwerk, das die Deckenmalerein umspielt“. Überliefert ist, dass der berühmte Franz Joseph Spiegler nahezu zeitgleich mit dem Auftrag in Mochental 1729 in Secco-Technik den Prälatensaal ausmalte. Vermutlich etwas früher, aber schon unter obigem Einfluss wurde neben dem Aufgang, der so genannten Aureliustreppe, ein zweiachsiger, fein strukturierter Saal geschaffen, dessen Stuckierung jetzt unter der Plattenabdeckung wieder zum Vorschein kam. Ein Vergleich mit dem Hubertussaal in Mochental ist naheliegend, da dieser Raum wohl nur weltlichen Zwecken diente.